# Good Morning Good Morning
„Good Morning Good Morning“ je dvanáctá skladba z osmého studiového alba anglické rockové skupiny The Beatles Sgt. Pepper's Lonely Hearts Club Band, vydaného v roce 1967. Skladbu napsala dvojice John Lennon / Paul McCartney. Podle Johna Lennona měl při skládání písní pro album Sgt. Pepper puštěnou televizi, a když zrovna nehrál, uslyšel v reklamě na Kukuřičné lupínky nápěv „Good morning, good morning, good morning!“ a napadlo ho zakomponovat do nově vzniklé písně. Později se však za tuto skladbu velice styděl a veřejně ji zavrhl.

## Sestava
- John Lennon - zpěv, rytmická kytara
- Paul McCartney - doprovodný zpěv, sólová kytara, basová kytara
- George Harrison - doprovodný zpěv, sólová kytara
- Ringo Starr - bicí, tamburína
- Barrie Cameron - saxofon
- David Glyde - saxofon
- Alan Holmes - saxofon
- John Lee - pozoun